# Julien Maréchal
Pas d'image ? Cliquez ici

a Compétitions nationales et continentales officielles uniquement.

b Matchs officiels uniquement.
Dernière mise à jour le 23 août 2015.
Julien maréchal, né le 7 janvier 1986, est un joueur français de rugby à XV évoluant au poste de deuxième ligne.

## Biographie
Formé successivement aux clubs de Saint-Amour puis de Lons-le-Saunier, Julien Maréchal rejoint le centre de formation du Stade français[réf. nécessaire]. 
Il joue un match de Top 14 avec l'équipe première en 2008 avant de rejoindre le  Stade aurillacois à la fin de saison. La même année, il connaît des sélections avec l'équipe de France de rugby à sept[réf. nécessaire]. pour la saison 2015-2016, il quitte Aurillac et rejoint le RC Massy.